# Báder Tibor
Báder Tibor (Erdőd, 1938. április 2. –) romániai magyar történész, muzeológus, régész.

## Életútja
Középiskolát Szatmáron végzett, a Bolyai Tudományegyetemen szerzett történelem szakos tanári diplomát. A Szatmári Történeti Múzeum első igazgatója (1958–71), majd tudományos főmunkatársa. Régészeti és helytörténeti írásait főleg múzeumi kiadványok (Acta Musei Napocensis, Sargetia, Marisia) közölték, a Szatmári Hírlap mellékleteként megjelenő Forrás munkatársa. A Szatmári Hírlap szombati számaiban 1972–73-ban Bura Lászlóval együtt cikksorozatot közölt Szatmári arcok címen a város és amegye jeles íróiról, tudósairól, művészeiről és népnevelőiről.
Szaktanulmánya az aranyosmeggyesi szabad dák településről (S. Dumitrașcu régésszel közösen) Nagyváradon, a Szamos-völgyi éremleletekről Nagybányán jelent meg önálló kötetben (1967). Depôts de l'âge du bronze tardif du Nord-ouest de la Transylvanie c. munkáját az RSZK Akadémiája adta ki (1971). Epoca bronzului în nord-vestul Transilvaniei, cultura pretracică și tracică c. munkája 1978-ban jelent meg.
A rendszerváltás után Magyarországon is jelentek meg tanulmányai, köztük: Passfunde aus der Bronzezeit in den Karpaten. In Communicationes archaeologicae Hungariae. 2001. 15-39. (Tárgy: régészeti lelet; Kárpátok; bronzkor.)